# César Benjamin

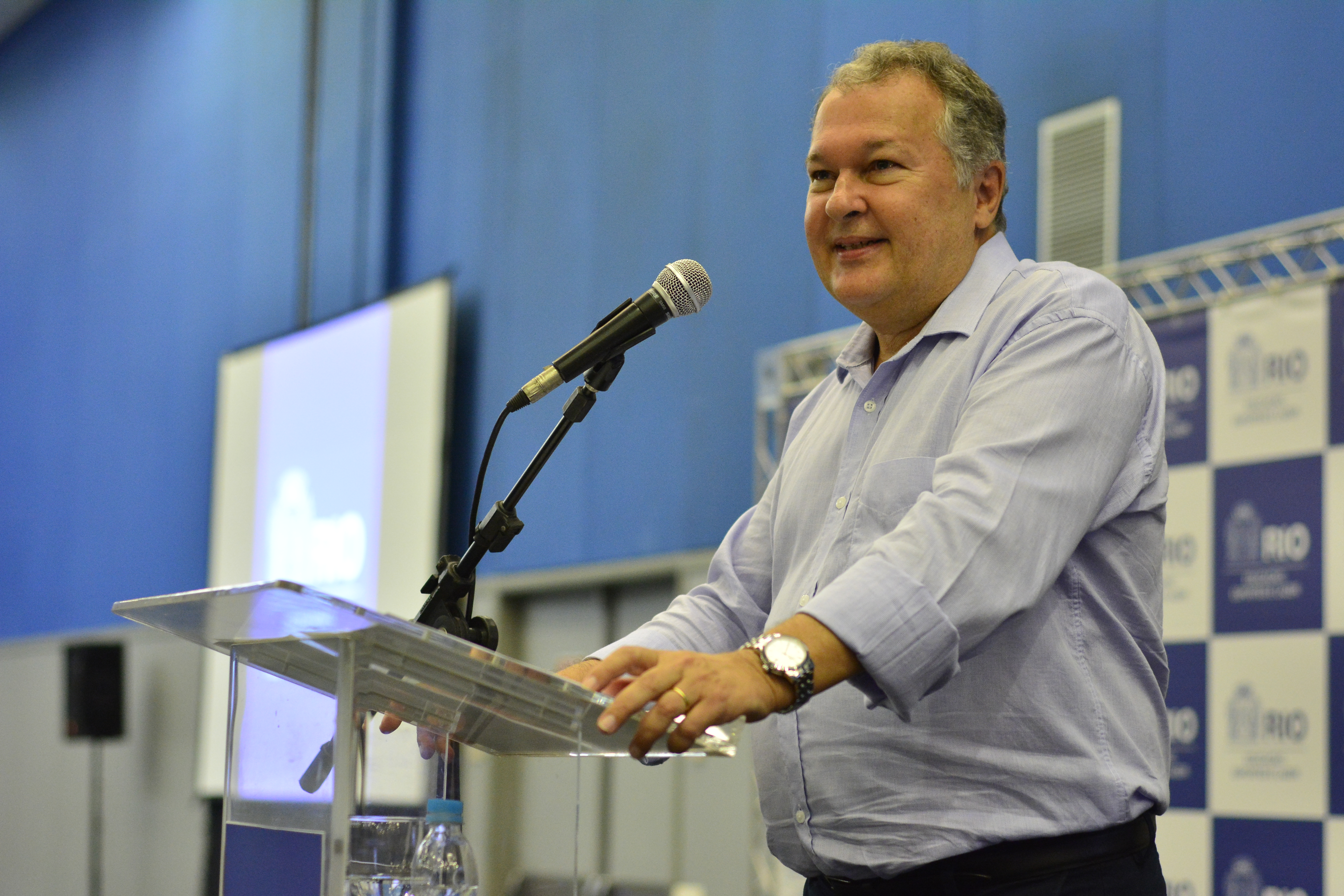
César de Queiroz Benjamin

César de Queiroz Benjamin es un periodista y político de izquierda brasileño. Estudió Ciencias Políticas.
En los 70 fue prisionero político de la dictadura militar, cumpliendo pena en el estado de Río de Janeiro. Es liberado en 1979 con la Ley de Amnistía y es entonces cuando colabora en la fundación del Partido de los Trabajadores. Coordinó la campaña a la presidencia de Lula de 1989 que finalmente perdería ante Fernando Collor.
Rompe con el PT en 1995, con las primeras revisiones de las posiciones históricas del partido. No milita en ningún partido político hasta 2004. En ese año se afilia al Partido Socialismo y Libertad (PSOL). En 2006 concurre como vicepresidente en las elecciones presidenciales junto a Heloísa Helena. Su candidatura quedaría en tercer lugar, tras Lula y Alckmin.
En 2009 Benjamin acusó a Lula de intentar violar a un preso en 1980, una acusación que el presidente brasileño no tardó en descalificar como una "locura", mientras que el jefe de gabinete afirmaba que 'es una cosa que solo puede ser explicada por una psicopatía'.